# Rodney McKay
Dr. Meredith „Rodney“ McKay (běžně znám jako Rodney McKay) je fiktivní postava v televizním seriálu Stargate Atlantis ztvárněná Davidem Hewlettem. Poprvé se však objevuje již v epizodě 48 hodin televizního seriálu Hvězdná brána. McKay je Kanaďan, ačkoliv pracuje pro Letectvo Spojených států jako expert na astrofyziku, naquadah, antické technologie a systém hvězdné brány.
McKay se připojil k misi na Atlantidu vedené Dr. Elizabeth Weirovou, kde je velitelem vědecké sekce. Byl jedním z prvních dobrovolníků genové terapie Dr. Becketta, při které může člověk získat antický gen, umožňujícímu ovládat antickou technologii. Je členem týmu majora/podplukovníka Johna Shepparda. Těžkým okamžikem je pro něj smrt jeho přítele Carsona Becketta (který se ovšem později vrátí jako klon). Měl vztah s botaničkou Katie Brownovou, v 5. sérii však začne chodit s doktorkou Jennifer Kellerovou.
Má sestru Jeannie Millerovou, která je expertka na teoretickou fyziku a vymyslela, jak vytvořit most mezi dvěma vesmíry a čerpat tak energie z alternativní reality (což by byl nevyčerpatelný zdroj energie). Projekt se ale nevyvíjí podle očekávání, protože se zničeho nic uprostřed zařízení objeví McKay z alternativní reality a oznámí jim, že na druhé straně se tvoří exotické částice, které se nechovají podle žádných fyzikálních zákonů. A také Atlantidě zdůrazní, že druhý vesmír přišel s plánem, kterým by si zachránil svůj vesmír, ale kdyby vyšel, tak by byl zničen náš vesmír. A tak oba McKayové s Jeannie vymyslí, že když vyšlou masivní dávku energie z našeho vesmíru, tak se most zhroutí. Plán vyjde, ale úplně vybijí ZPM, které na Atlantidě měli. (3. série – McKay a paní Millerová)
McKay vymyslí způsob, jak vytvořit mezigalaktický most mezi galaxií Pegasus a Mléčnou dráhou, který se mu následně s pomocí Samanthy Carterové podaří zprovoznit. Tento most je však později zničen Wraithy.